# Alfred Haas (Politiker)
Alfred Haas (* 5. Februar 1950 in Freiburg im Breisgau) ist ein deutscher Politiker (CDU).

## Leben und Beruf
Nach der Volksschule absolvierte Alfred Haas eine Lehre zum Elektroinstallateur. Anschließend erlangte er die Fachhochschulreife und studierte Elektrotechnik an der Fachhochschule Karlsruhe. Danach war er vier Jahre als Vertriebs-Ingenieur bei AEG-Telefunken und von 1978 bis 2015 beim TÜV Süd als Sachverständiger und später als Vertriebs-Repräsentant tätig. Von 1972 bis 1974 war Haas bei der Bundeswehr (Luftlande-Bataillon), dort schloss er mit dem Dienstgrad eines Leutnants ab und wurde 1989 zum Major d.R. befördert. Haas war von 2010 bis 2021 freiberuflich als Unternehmens-, Verbands- und Vereins-Berater tätig. Er war außerdem von 1995 bis 2021 zweiter Vorsitzender und Vorstandsmitglied für Verkehr und Technik im ADAC Südbaden und ist heute Ehrenvorstandsmitglied und Ehrenmitglied des ADAC Südbaden. Von 1970 bis 2020 war Haas Vorsitzender des größten ADAC Ortsclubs in Südbaden, dem MSRT Freiamt. Mittlerweile ist er Ehrenvorsitzender des Clubs. Haas ist verheiratet und hat eine Tochter und einen Stiefsohn.

## Politik
Von 1975 bis 1988 war Haas Mitglied des Gemeinderates von Freiamt. Ab 1979 gehörte er dem Kreistag des Landkreises Emmendingen an. Von 1988 bis 2006 war er Abgeordneter des Landtags von Baden-Württemberg, in dem er den Landtagswahlkreis Emmendingen vertrat. Ab 1994 war er Stadtrat in Emmendingen.
Als Konsequenz aus dem Wahlergebnis seiner Partei in Emmendingen bei der Landtagswahl 2011 zog er sich im April 2011 aus allen politischen Ämtern zurück.

## Auszeichnungen
- 1990: Ehrennadel des Landes Baden-Württemberg
- 1999: Bundesverdienstkreuz am Bande
- 2006: Bundesverdienstkreuz (1. Klasse)